# Hāngī

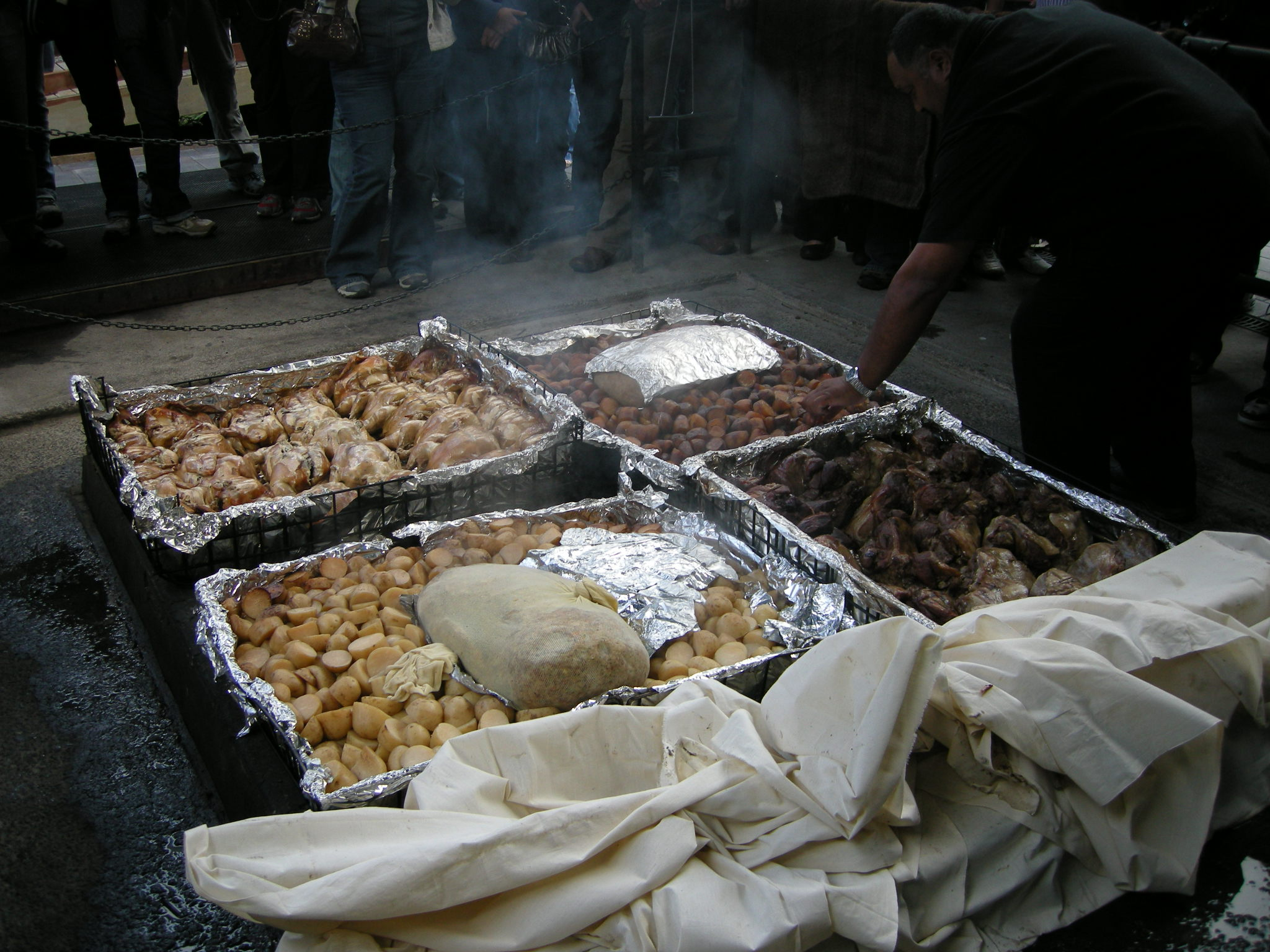
Vorbereitung eines modernen Hāngī für Touristen in Mitai, Rotorua

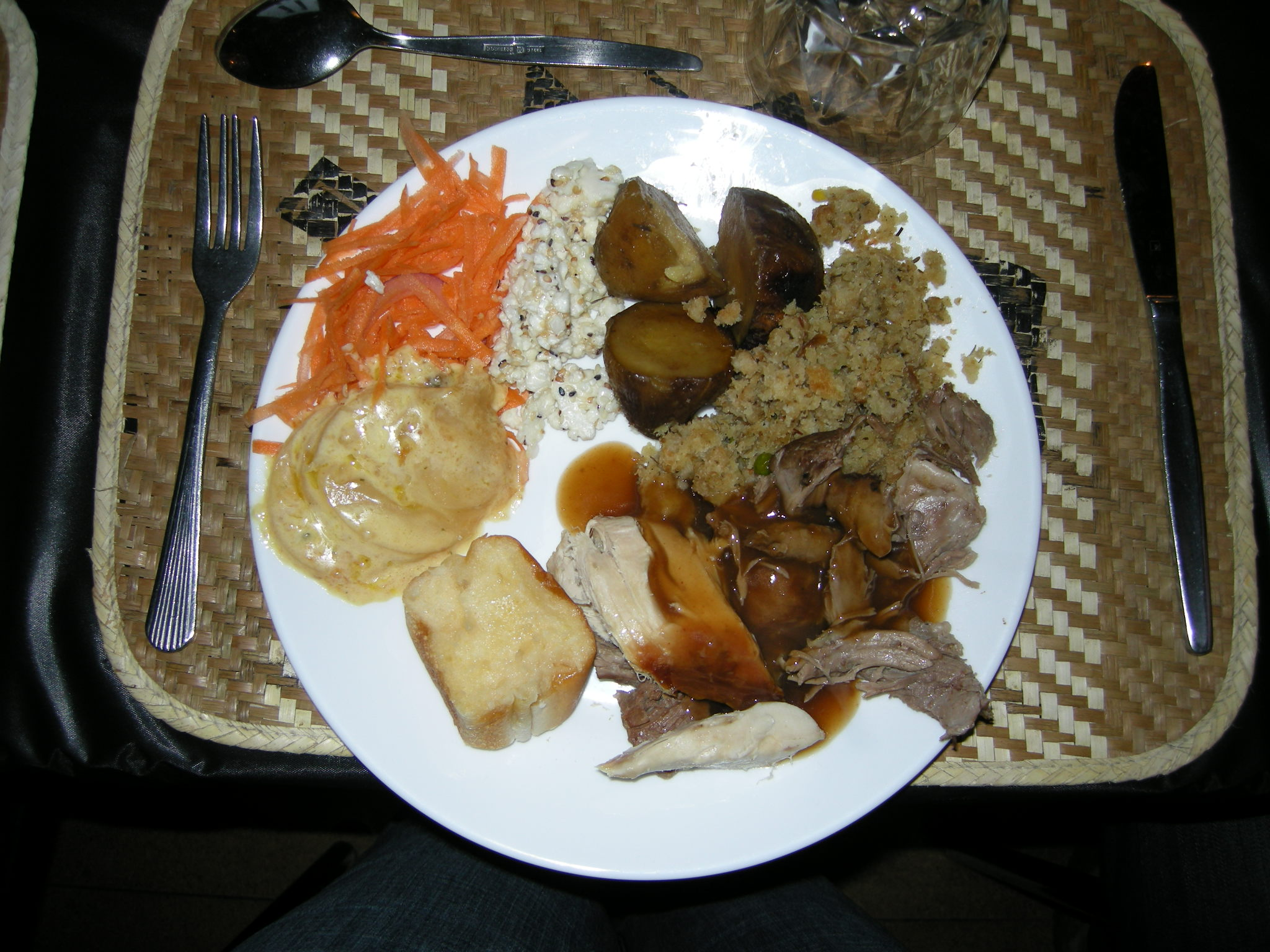
Hāngī Essen

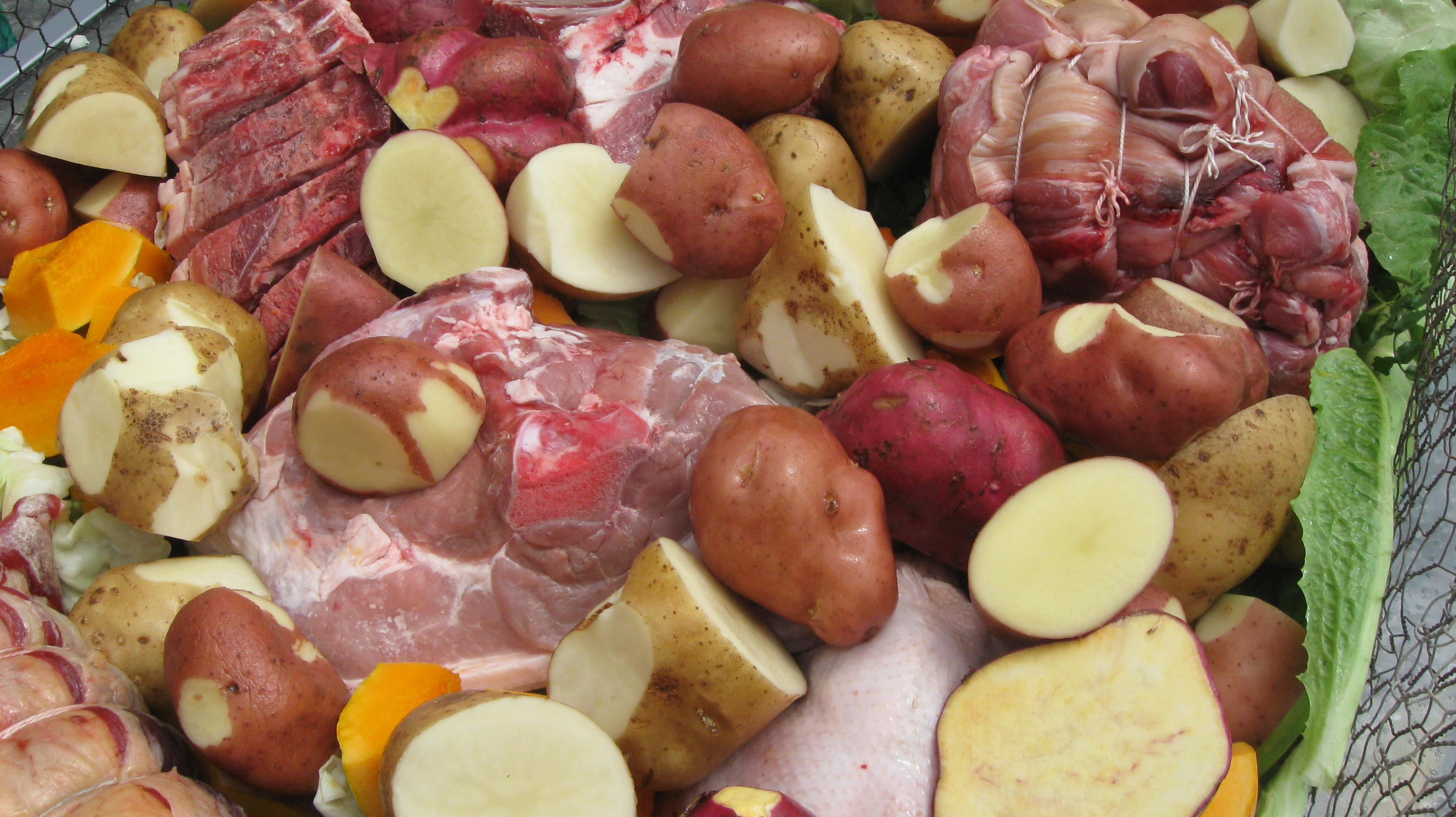
Hāngī Zutaten

Hāngī (Aussprache [ˈhaːŋi]) ist ein Begriff aus der Sprache der Māori Neuseelands. Es beschreibt eine traditionelle Art und Weise des Kochens.

## Zubereitung
Für das Hāngī wird zunächst ein Loch in den Boden gegraben, in das heiße Steine gegeben werden. Auf diese werden in großen Blättern eingewickelte Speisen (hauptsächlich große Fleischstücke) gelegt, die wiederum mit Blättern bedeckt werden. Anschließend wird das Erdloch mit Erde abgedeckt. Nach zwei bis vier Stunden, je nach Befüllung und Ausprägung der Hitze, sind die Speisen gegart und können gegessen werden. Früher wurden vor allem Fisch, Hühnchen, Wurzelgemüse und Kumara (Süßkartoffeln) im Erdofen zubereitet, doch heute werden Schweinefleisch, oder das Fleisch vom Lamm oder Schaf, sowie häufig Kohl, Kürbis und andere Gemüsebeilagen für ein Hāngī verwendet.
Heutzutage ist Hāngī in Neuseeland eine Touristenattraktion.